# عنبران (طرقبه)
عنبران. [ عَم ْ ب َ ] ( اِخ ) دهی است از دهستان مرکزی بخش طرقبه شهرستان مشهد. سکنه آن 694 تن. آب آنجا از رودخانه و محصول آن غلات ، خشکبار و میوه است. ( از فرهنگ جغرافیائی ایران ج 9 ).
عنبران یکی از روستاهای اطراف طرقبه است.اکثر مردم در باغات سرسبز این شهر باغداری می کنند.به دلیل سرسبزی و خوش آب وهوایی این منطقه تعداد بسیار زیادی رستوران در این روستا تشکیل شده است، که اکثراً دارای تخت و فضای سنتی هستند. غذای معمول این رستوران‌ها شیشلیک و دیزی است.